# Vujadin Radovanović
Vujadin Radovanović (Mladenovac, 12 gennaio 1962) è un fumettista e illustratore serbo.
Fra i suoi lavori principali si possono citare "Čuvari zaboravljenog vremena" (sceneggiatore: Miroslav Marić), "Džo XX" (sceneggiatore: Marko Fančović), "Projekat Uskrsnuće" (sceneggiatore: Marko Fančović) "Shine on you crazy diamond“ (sceneggiatore: Ljuan Koka), "Ratovi vrsta" (sceneggiatore: Darko Macan), "Pandora Box" (sceneggiatore: Alcante) e "Candide ou l'optimisme, de Voltaire" (sceneggiatore: Michel Dufranne alias Miroslav Dragan & Gorian Delpâture).